# Ceratobaeus dillonae
Ceratobaeus dillonae är en stekelart som beskrevs av Muhammad Iqbal och Austin 2000. Ceratobaeus dillonae ingår i släktet Ceratobaeus och familjen Scelionidae. Inga underarter finns listade i Catalogue of Life.